# International Star Registry
 (juillet 2020).
 (septembre 2023).
L'International Star Registry (ISR) est une organisation fondée en 1979 vendant le droit de nommer des étoiles de manière non officielle. Les produits et services sont souvent commercialisés sous forme de cadeaux ou de monuments commémoratifs.

## Histoire
L'International Star Registry of Illinois est créée en 1979 par John et Phyllis Mosele. La société affirme avoir nommé environ 2 millions d'étoiles depuis sa création et publié ces noms dans une série de livres. Le propriétaire actuel de l'entreprise est Rocky Mosele, l'un des douze enfants de John et Phyllis Mosele. La société publie dix volumes d'un livre intitulé Your Place in the Cosmos contenant toutes les étoiles nommées.

## Entreprise
Les produits et services sont souvent commercialisés sous forme de cadeaux ou de monuments commémoratifs. Les emballages vendus par la société comprennent des certificats encadrés ou non encadrés ou des bijoux personnalisés identifiant le «nom» d'une étoile comme enregistré dans leur livre. Les services de dénomination sont limités à une entrée dans le livre et ne comportent aucune authenticité scientifique ou officielle,,. En effet, l'Union Astronomique Internationale est la seule autorité officielle à pouvoir nommer les objets célestes, dont les étoiles. Cependant, celle-ci ne pratique aucune activité marchande.
En 1998, l'International Star Registry est condamnée par le Département de la consommation de la ville de New York pour publicité mensongère pour avoir revendiqué des droits de dénomination «officiels» et a depuis abandonné cette formulation,.